# Делран Тауншип (Нью-Джерсі)
Делран Тауншип (англ. Delran Township) — селище (англ. township) в США, в окрузі Берлінгтон штату Нью-Джерсі. Населення — 17 882 особи (2020).

## Демографія
Згідно з переписом 2010 року, у селищі мешкало 16 896 осіб у 6148 домогосподарствах у складі 4634 родин. Було 6442 помешкання
Расовий склад населення:
| - 81,0 % — білих - 9,6 % — чорних або афроамериканців - 4,0 % — азіатів - 0,2 % — корінних американців - 2,7 % — осіб інших рас |

До двох чи більше рас належало 2,4 %. Частка іспаномовних становила 4,6 % від усіх жителів.
За віковим діапазоном населення розподілялося таким чином: 25,0 % — особи молодші 18 років, 63,1 % — особи у віці 18—64 років, 11,9 % — особи у віці 65 років та старші. Медіана віку мешканця становила 38,1 року. На 100 осіб жіночої статі у селищі припадало 95,9 чоловіків;  на 100 жінок у віці від 18 років та старших — 91,3 чоловіків також старших 18 років.
Середній дохід на одне домашнє господарство  становив 104 276 доларів США (медіана — 90 512), а середній дохід на одну сім'ю — 118 876 доларів (медіана — 107 533). Медіана доходів становила 60 542 долари для чоловіків та 51 886 доларів для жінок. За межею бідності перебувало 4,9 % осіб, у тому числі 2,9 % дітей у віці до 18 років та 6,8 % осіб у віці 65 років та старших.
Цивільне працевлаштоване населення становило 9083 особи. Основні галузі зайнятості: освіта, охорона здоров'я та соціальна допомога — 23,8 %, роздрібна торгівля — 11,8 %, науковці, спеціалісти, менеджери — 10,8 %.